# Дилос
Ди́лос, Де́лос (др.-греч. Δῆλος, греч. Δήλος) — греческий остров в Эгейском море, в группе островов Киклады. Административно относится к сообществу Микониос в общине (диме) Миконос в периферийной единице Миконос в периферии Южные Эгейские острова. Население 24 жителя по переписи 2011 года. Площадь составляет 3,536 квадратного километра, протяжённость береговой линии — 14 километров.

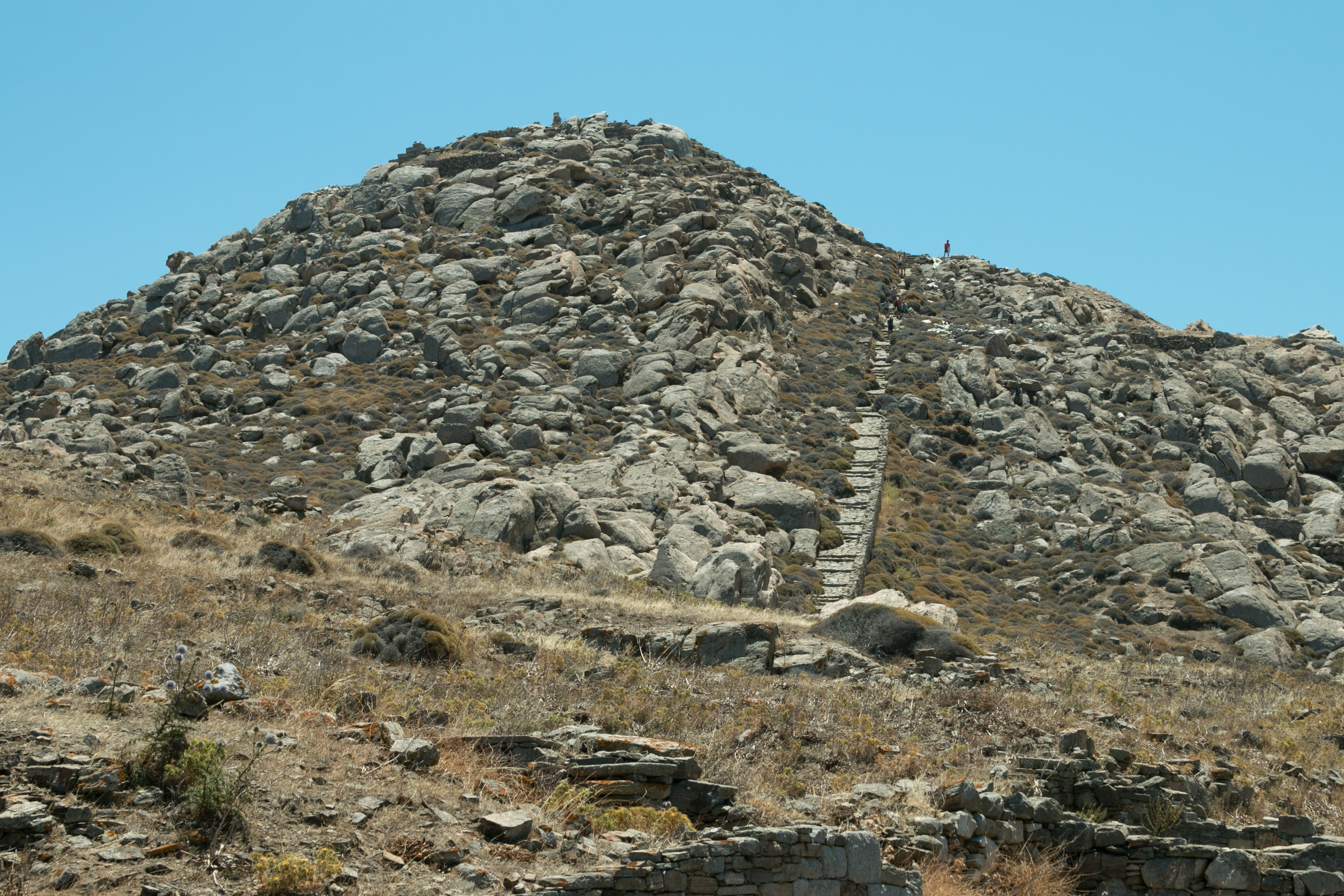
Гора Кинф

Наивысшая точка — скалистая гора Кинф (Кинтий или Кинфская гора, Κύνθος). Согласно Гомеровскому гимну Аполлону Делосскому, на Кинфской горе произошло рождение античных богов-близнецов Аполлона и Артемиды. С древних времён Дилос являлся священным местом поклонения у греков, здесь поклонялись Аполлону и Лето. На острове есть множество достопримечательностей, в их числе храмы Аполлона и Лето, Дом Диониса. В эллинистический период здесь находился самый крупный рынок рабов.
Единственная река на острове — Иноп (Ἰνωπός), полноводная только во время дождей.
Остров сохранил множество следов различных цивилизаций Эгейского мира с 3-го тысячелетия до н. э. до раннехристианского периода. Археологические памятники Дилоса, разнообразные и очень тесно сконцентрированные, формируют образ большого многонационального средиземноморского порта.

## Мифология
Согласно мифологии, изначально Дилос был плавающим островом, появившимся в результате того, что Посейдон захватил своим трезубцем комок земли со дна моря. Аполлон закрепил остров между Миконосом и Ринией.
Был известен как Кинфия (Кинтия, Κύνθια) из-за горы Кинф, на которой Лето родила Артемиду и Аполлона. Другими названиями были Ортигия (Ὀρτυγία), «Перепелиный остров», Хламидия (Χλαμυδία), Астерия (Ἀστερία), Лагия (лат. Lagia), Кюнет или Пюрпила, потому что здесь изобрели огонь (от др.-греч. πῦρ «огонь» и др.-греч. πιλόω «сгущать»).
Лето, вступившая в интимную связь с Зевсом, овладевшим ею в образе перепела, навлекла на себя гнев со стороны ревнивой жены громовержца — Геры. Когда пришло время рожать, Гера запретила земной тверди предоставлять Лето место для родов. Богиня долго странствовала по свету и ни один клочок земли не мог её приютить. Тогда в образе волчицы, Лето обратилась за помощью к плавучему острову Дилос, — обещая в награду прославить его, построив великолепный храм. Дилос предоставил возможность Лето родить детей на его берегах. Узнав об этом, Гера, запретила своей дочери, богине Илифии помогать Лето. Лето мучилась в схватках несколько дней. Многие богини собрались вокруг неё, сочувствуя, но не в силах ничего сделать. Илифия согласилась помочь, но только при условии, что все пришедшие богини совершат ей подношение даров. После выполнения требований, Лето под пальмами рожает Аполлона и Артемиду (один из эпитетов Аполлона был Делиос, а Артемиды — Делия). Для обеспечения безопасности Леты, Зевс, привязал остров цепями к морскому дну и он стал, наконец, неподвижным (по другой версии мифа он закрепил его на четырёх алмазных колоннах).
Афиней упоминает[где?], что на Дилосе находилось изображение Лето в виде грубого полена[уточнить].

## История
На острове издавна находился храм Аполлона, что послужило толчком к созданию амфиктионий из соседних островов (Киклады) в течение VIII века до н. э. союза, охватившего весь ионийский мир от Афин и Эвбеи до малоазийской Ионии. В VI веке до н. э. сильнейшие морские державы соперничали из-за первенства в амфиктионии, так как это первенство равнялось первенству на море. Соседние островитяне собирались на священный остров с жёнами и детьми и совершали в честь Аполлона гимнические и музыкальные состязания с участием хоров, посылавшихся городами.
В 426 году до н. э. афиняне, имевшие тогда главенство в амфиктионии, произвели тщательное очищение острова, убрав с острова все могилы, возобновили на празднике Аполлона гимнические состязания и ввели конные ристания, которых прежде не было. С тех пор праздник совершался раз в четыре года («пентетирия» — буквально «на каждый пятый год»). Он состоял главным образом из хоровых песен и плясок в честь бога и различных состязаний, увеличению блеска и пышности которых много содействовали священные посольства, прибывавшие с участвовавших в амфиктионии островов, из Афин и из некоторых других государств собственно Эллады (например, из Мегар и Мессении). Особенным великолепием отличалась афинская феория, начальство над которой принадлежало к числу богатых граждан. Феория отправлялась не только к пентерическому празднику, а ежегодно; для переезда её на Дилос всегда употреблялся один и тот же старинный, но, конечно, по мере надобности подновляемый корабль, по преданию, тот самый, на котором Тесей ездил на Крит для убиения Минотавра. Вообще воспоминание об этом путешествии играло видную роль во время праздника; в числе священных плясок представлялось блуждание Тесея в лабиринте. Из истории осуждения Сократа (Платон Федон 58a-c) известно, что все время от отправления священного корабля на Дилос до возвращения (иногда задерживавшегося противными ветрами) считалось священным, и в течение его не могли приводиться в исполнение смертные приговоры над преступниками. Праздник совершался в «Священном» месяце, соответствовавшем аттическому Анфестериону. Ежегодно в то же время совершались празднества Аполлонии с гимническими и конными играми и хорами.
Известен также праздник Дионисий с драматическими представлениями. Поликрат Самосский дарит Аполлону целый остров Ренею, соединив его цепями с Дилосом. В эпоху персидских войн, плывя с флотом к берегам Аттики и покоряя Киклады, Мардоний не коснулся Дилоса, но, напротив, почтил богов его обильной жертвой. После греческо-персидских войн Дилос некоторое время был центром Делосского союза. В него вошли приморские и островные греческие государства, которые должны были выставлять в союзный флот корабли, оснащённые и экипированные, или платить денежные взносы — форос. На острове хранилась союзная казна, но заведовали ею афинские должностные лица. После отпадения от Афин делосцы отдались под покровительство спартанцев, которые, как явствует из одной надписи, оставили им самоуправление. Афиняне и в это время продолжали посылать на Дилос феории, как видно из истории Сократа. После сражения при Книде афиняне опять на несколько лет захватывают в свои руки управление храмом, теряют его в эпоху возвышения Фив и опять возвращают при возникновении Второго афинского морского союза (377 год до н. э.). Зависимость от Афин, несмотря на многократные попытки отпадения, сохранялась до последнего десятилетия IV век до н. э. В течение почти всего III века до н. э. Дилос составлял священный центр союза островов Эгейского моря, находившегося под политическим верховенством Родоса и составлявшего нейтральную территорию между царствами диадохов.
В конце III века до н. э. Дилос связывает свою судьбу с Македонией. После поражения Филиппа V в войне с римлянами Дилос держит сторону Антиоха, затем Персея Македонского.
После победы над последним (167 год до н. э.) римляне овладевают Дилосом и отдают его афинянам, под владычеством которых для Дилоса снова наступает продолжительный период процветания. Пополняемый пиратами невольничий рынок Делоса был одним из крупнейших (согласно Страбону, ежедневно можно было продавать по 10 тыс. рабов.) В 87 году до н. э. полководец Митридата Менофан разорил Дилос, деревянная статуя Аполлона была перевезена в Делии. Окончательный удар нанесла война с морскими разбойниками 69-го года до н. э., после чего остров пришёл в запустение.
- 1 — Большой храм Аполлона
- 2 — Храм Аполлона афинян
- 3 — Храм Аполлона («Туфовый дом»)
- 4 — Колосс с Наксоса
- 5 — Святилище Артемиды
- 6 — Алтарь, сделанный из рога (Кератон)
- 7 — Сокровищницы
- 8 — Дом наксосцев
- 9 — Место для собраний (Эклисиастирион)
- 10 — Храм Деметры Фесмофорос
- 11 — Стоя наксосцев
- 12 — Булевтерий
- 13 — Пританей
- 14 — Портик быков
- 15 — Стоя Антигона Гоната (Портик рогов)
- 16 — Южные пропилеи
- 17 — Священная дорога
- 18 — Агора делосцев
- 19 — Южная стоя
- 20 — Портик Филиппа V Македонского
- 21 — Агора компеталиастов
- 22 — Агора Теофраста
- 23 — Гипостильный зал («Базилика»)
- 24 — Священное озеро
- 25 — Львиная терраса
- 26 — Храм Лето
- 27 — Храм двенадцати богов
- 28 — Агора италийцев
- 29 — Святилище Диониса
- 30 — Священная гавань

- A — Святилище Аполлона
- B — Участок у озера
- C — Участок у театра
- D — Склон горы Кинф
- E — Гора Кинф
- F — Участок у стадиона
- 31 — Дом у озера
- 32 — Дом диадумена
- 33 — Подворье посейдониастов
- 34 — Гранитная палестра
- 35 — Торговая гавань
- 36 — Театр
- 37 — Дом Клеопатры
- 38 — Дом Диониса
- 39 — Дом трезубца
- 40 — Дом масок
- 41 — Дом дельфинов
- 42 — Дом Гермеса
- 43 — Дом Инопа
- 44 — Памятник Митридата. Святилище самофракийских Диоскуров-Кабиров
- 45 — Святилище сирийских богов
- 46 — Храм Сераписа (I)
- 47 — Храм Сераписа (II)
- 48 — Святилище египетских богов
- 49 — Храм Геры
- 50 — Святилище Доброй Тюхе
- 51 — Пещера Геракла
- 52 — Святилище Зевса и Афины
- 53 — Ипподром
- 54 — Святилище Ания (Архийесион)
- 55 — Стадион
- 56 — Гимнасий
- 57 — Синагога
- 58 — Музей Дилоса

## Достопримечательности
Искусственный полуостров отделяет северную священную гавань (30) от южной торговой гавани (35). Перед полуостровом располагается агора компеталиастов (21), торговая площадь с двумя небольшими храмами Гермеса, бога торговли. С площади на север идёт священная дорога (17). Она проходит между южной стоей (19, середина III века до н. э.) и портиком Филиппа V Македонского (20, ок. 210 года до н. э.) и ведёт к южным пропилеям (16), главному входу в святилище. Сразу справа от пропилей находится Дом наксосцев (8) и огромный мраморный постамент колосса с Наксоса (4), статуи Аполлона, подаренной наксосцами около 600 года до н. э. Части статуи находятся в святилище Артемиды (5). Севернее Дома наксосцев находятся три храма Аполлона: большой делосский дорический храм (1, III—IV век до н. э.), единственный периптер на Дилосе, храм афинян (2, 425—420 годы до н. э.), «Туфовый дом» (3, VI век до н. э.). Перед ними находится древний и самый почитаемый алтарь (6, Кератон), сделанный из рога самим Аполлоном.
Пять сокровищниц (7) расположены веером. использовались для хранения драгоценных даров греческих полисов. Северной границей святилища является стоя Антигона Гоната (15, Портик рогов, около 250 года до н. э.), царя Македонии. В святилище также находятся административные здания: Булевтерий (12), Пританей (13) и Эклисиастирион (9), используемые как место для собраний Буле, Притании и граждан. В восточной части святилища находился портик быков (14, конец IV века до н. э.), где стоял корабль, посвященный Деметрию I Полиоркету.
К северо-западу от святилища находится Гипостильный зал (23, «Базилика», III век до н. э.).
Северный выход из святилища находился между Графе (Γραφή) и Эклисиастирионом (9). Напротив выхода располагался Додекатеон (27), храм, в котором находились статуи двенадцати главных богов III века до н. э., которые можно увидеть в Музее Дилоса (58). Далее к северу находится гранитная палестра (34), а напротив — Литоон (26, VI век до н. э.), храм, посвященный Лето, матери богов-близнецов. За Литооном находится агора италийцев (28, II—I век до н. э.), самое большое здание на Дилосе, рынок и место встреч италийских торговцев, окружённое двухэтажной стоей.
Севернее агоры италийцев находится небольшое Священное озеро (24) в округлом котловане, предопределившее размещение построек на острове. В 1925 году озеро, превратившееся в болото, осушили из-за эпидемии малярии. Западнее озера находится львиная терраса (25, конец VII века до н. э.), посвящённая Аполлону, от жителей Наксоса. Первоначально было от девяти до двенадцати сидящих, рычащих мраморных львов-охранников вдоль Священной дороги; один вставлен над главными воротами в венецианском Арсенале. Львы создают монументальный проход, похожий на египетские проходы к священным местам, охраняемые по бокам сфинксами. На сегодняшний день сохранилось семь таких львов. Львиная терраса вела от древнего порта в бухте Скардана к северному входу в святилище. Большое многоэтажное здание к северо-западу от львиной террасы было местом для собраний торговцев из Бейрута. Восточнее находилось подворье посейдониастов (33), основанное до 152 года до н. э., и агора у озера, где преимущественно торговали хлебом и вином.
Дом у озера (31, II век до н. э.) — типичный дом делосцев конца II века до н. э. Перистильный двор, под которым находится цистерна для сбора дождевой воды с крыши. На втором этаже находятся личные покои хозяев. За домом у озера находятся гранитная палестра (34) и палестра у озера. Палестры представляют собой двор с цистерной, окруженный различными помещениями.
Дорога, проходящая восточнее агоры италийцев и священного озера ведёт к ипподрому (53), Архийесиону (54, начало VI века до н. э.), святилищу Ания, гимнасию (56), стадиону (55), зданиям у стадиона и синагоге (57, II век).
Минойский фонтан был высечен в скале, имел прямоугольную форму с центральной колонкой. Был построен в середине VI в. до н. э. и восстановлен в 166 году. Около 300 года до н. э. был установлен мраморный фаллос на высоком цоколе с рельефными изображениями Диониса и его спутников к востоку от стои Антигона Гоната. У памятника во II веке до н. э. был построен небольшой храм Диониса (29) в виде экседры и симметрично первому установлен ещё один фаллос. Внутри экседры стояла статуя обнаженного Диониса между двух статуй старых силенов. Статуи находятся в музее (58). Находки из раскопок хранятся в музее. Коллекция музея состоит из 30 000 сосудов и их фрагментов, статуэток и мелких предметов, 8000 скульптур и 3000 надписей. Часть коллекция выставлена в одиннадцати залах музея.
Современная дорога от музея ведёт к югу к горе Кинф, к святилищу сирийских богов (45). Рядом находится святилище египетских богов (48) в дорическом храме Исиды (ок. 130 года до н. э.), который был построен афинянами в начале римского периода в честь Исиды, Сераписа и Анубиса. Храм Геры (49, ок. 500 года до н. э.), возведённый на месте более старой постройки на специально созданной террасе у подножия горы Кинф. На склоне горы находятся святилище Доброй Тюхе (50) и пещера Геракла (51), естественная расщелина в скале, накрытая огромными гранитными плитами. Лестница ведёт на вершину горы в святилище Зевса и Афины (52), откуда открывается великолепный вид на острова Киклады.
К западу от горы находятся Дом дельфинов (41) и Дом масок (40) — роскошные частные дома с мозаичным полом. Далее — гостиница и театр (36, III век до н. э.) вместимостью более 5 тысяч человек с огромным бассейном. За театром находятся городские кварталы с хаотичной застройкой. Среди них Дом трезубца (39), принадлежавший богатому торговцу, Дом Клеопатры (37). В Доме Диониса (38) найдена мозаика на полу, изображающая Диониса на пантере (находится в музее). Узкая мощенная дорога ведёт из городских кварталов на агору компеталиастов (21).

## Население
| Год  | Население, человек |
| ---- | ------------------ |
| 1991 | 9                  |
| 2001 | 14                 |
| 2011 | ↗ 24               |

## Галерея

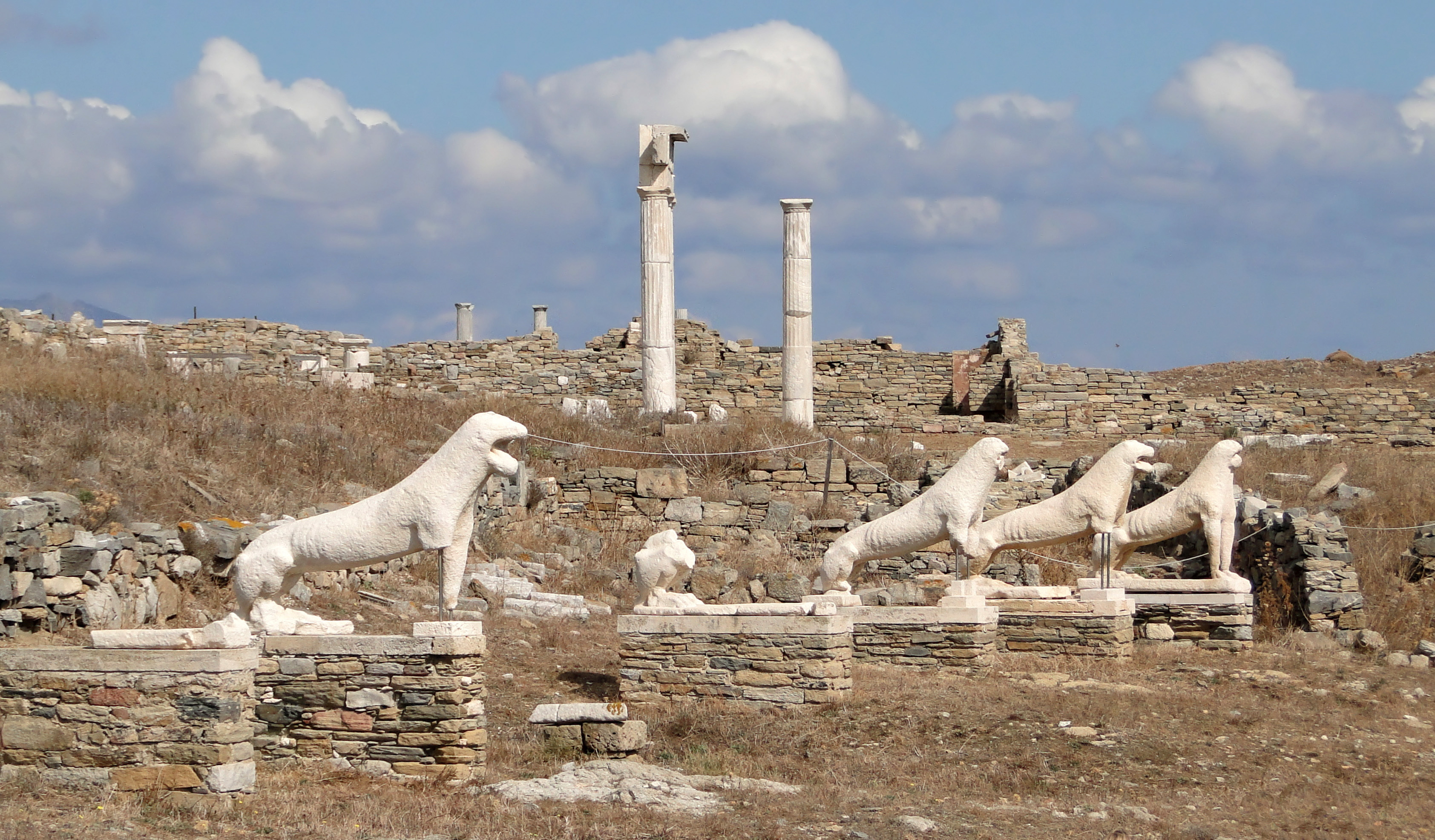
Львиная терраса (конец VII века до н. э.)
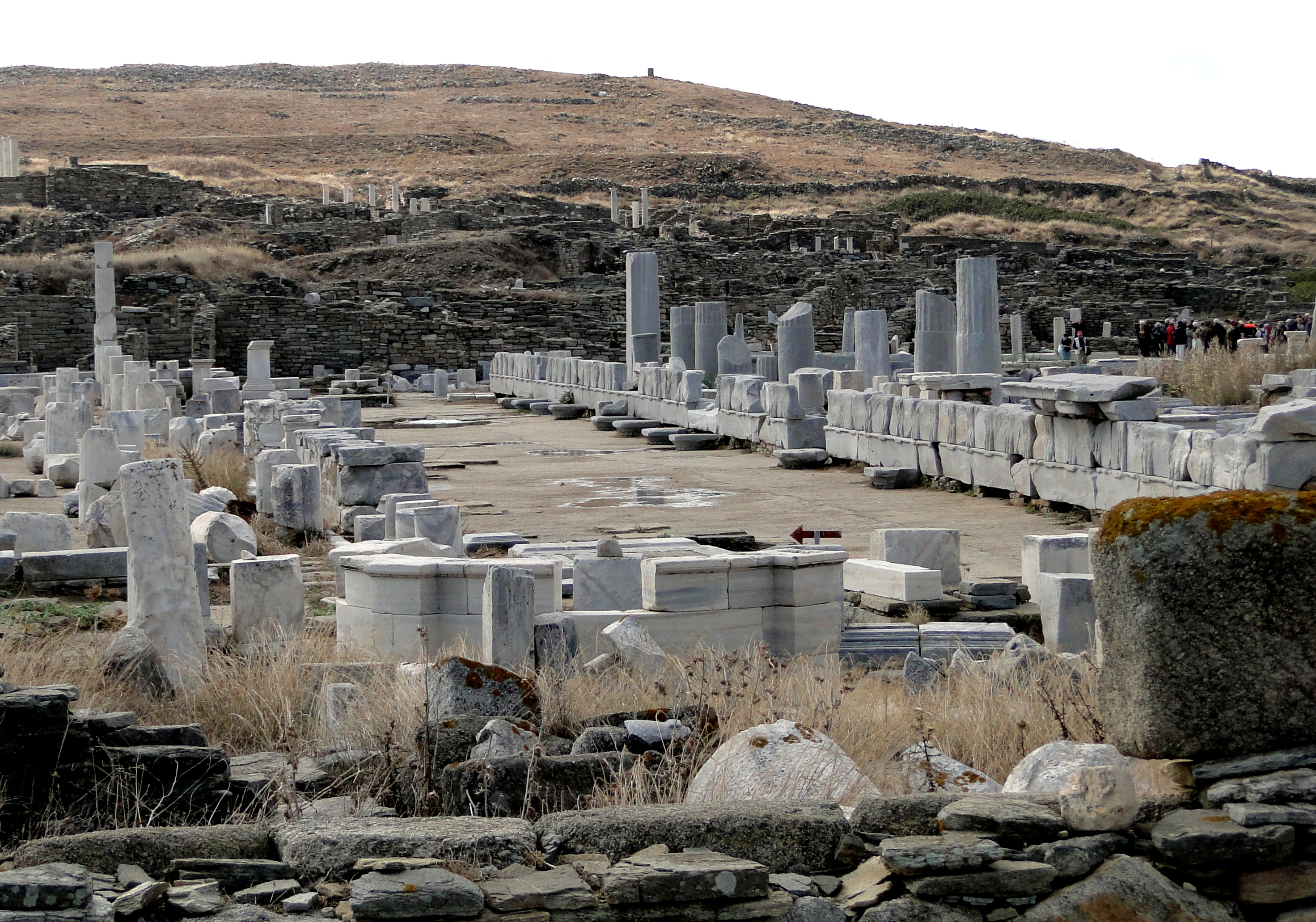
Священная дорога
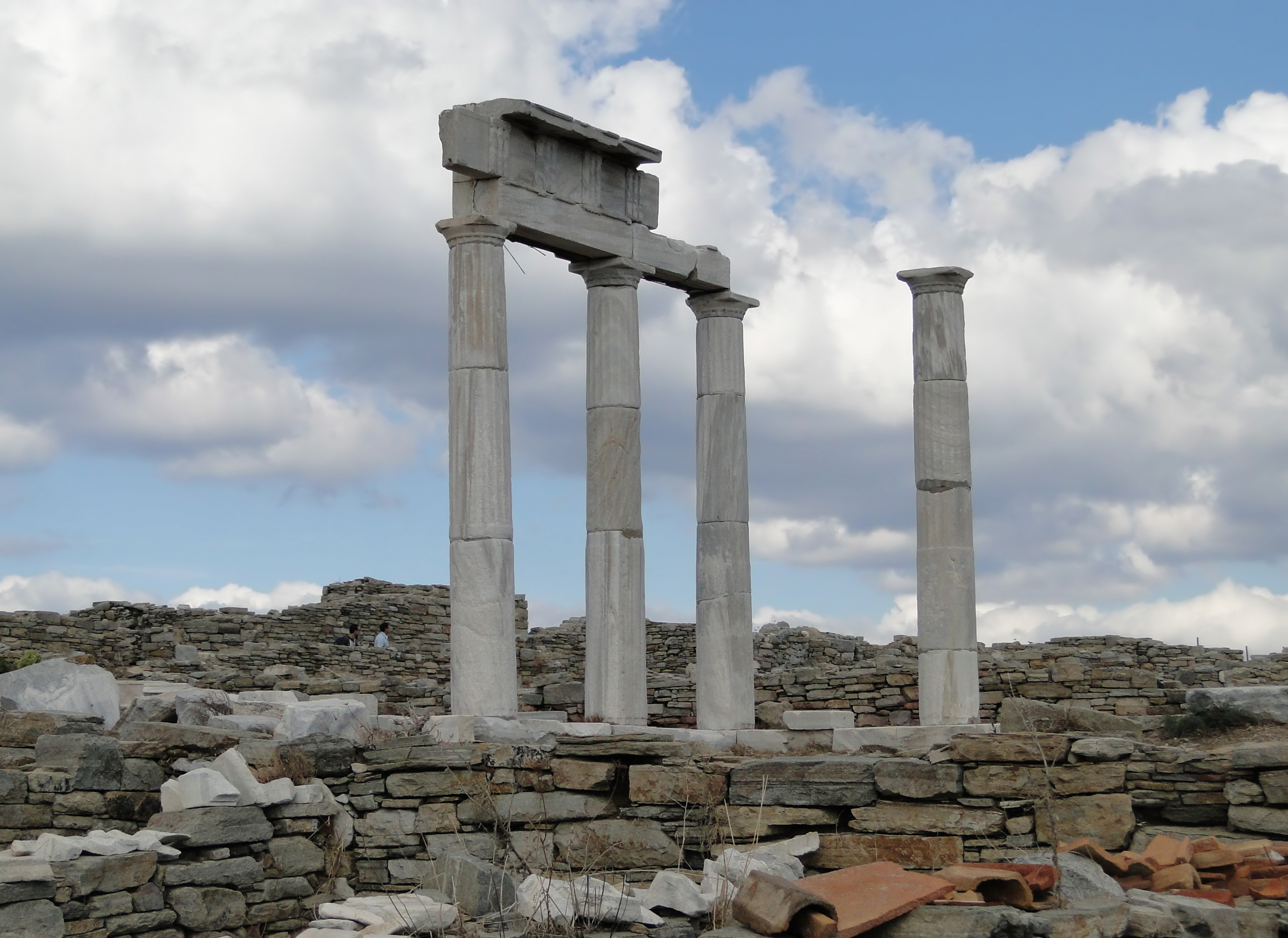
Подворье посейдониастов (основано до 152 года до н. э.)
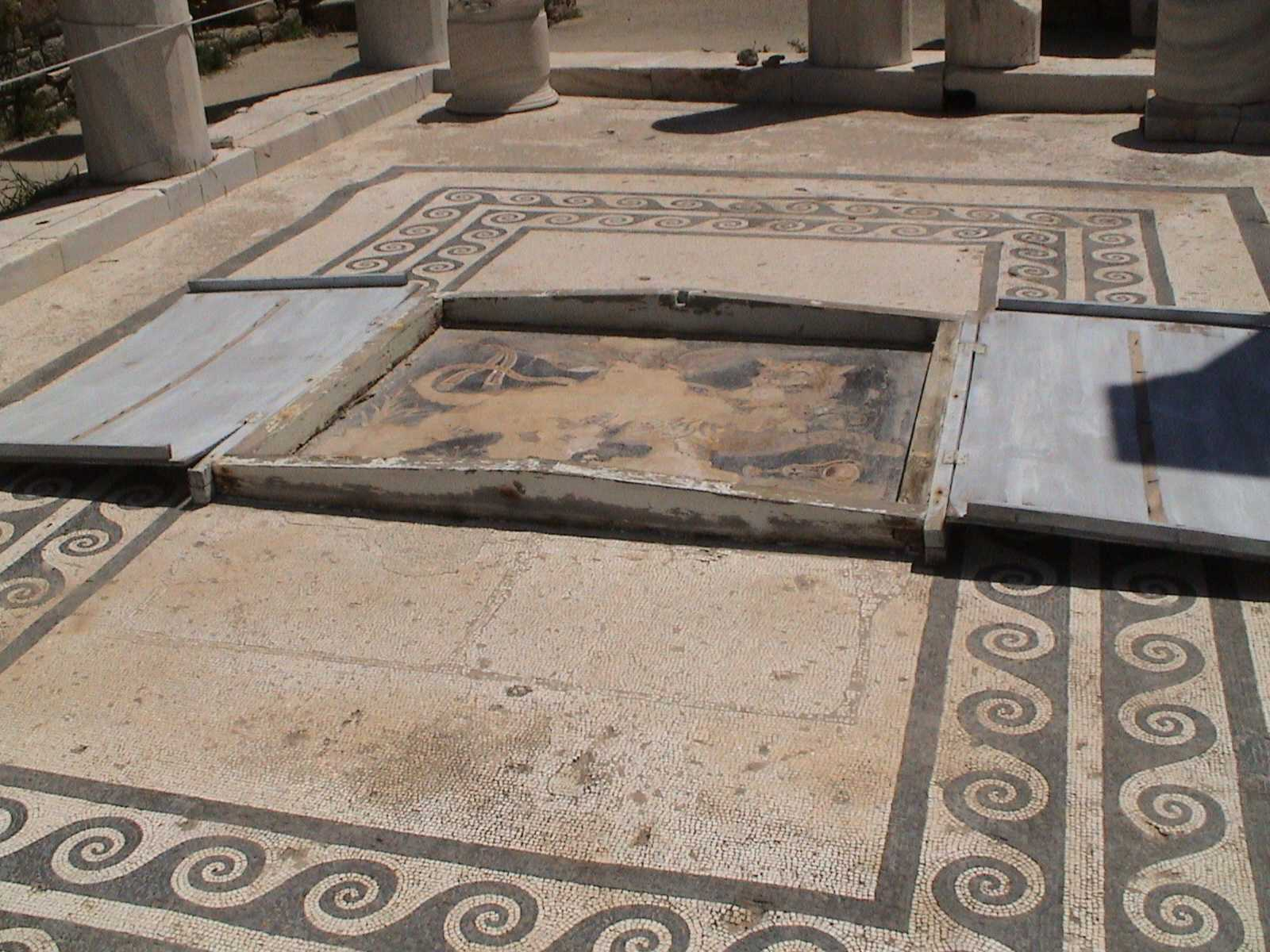
Дом Диониса с мозаичным полом
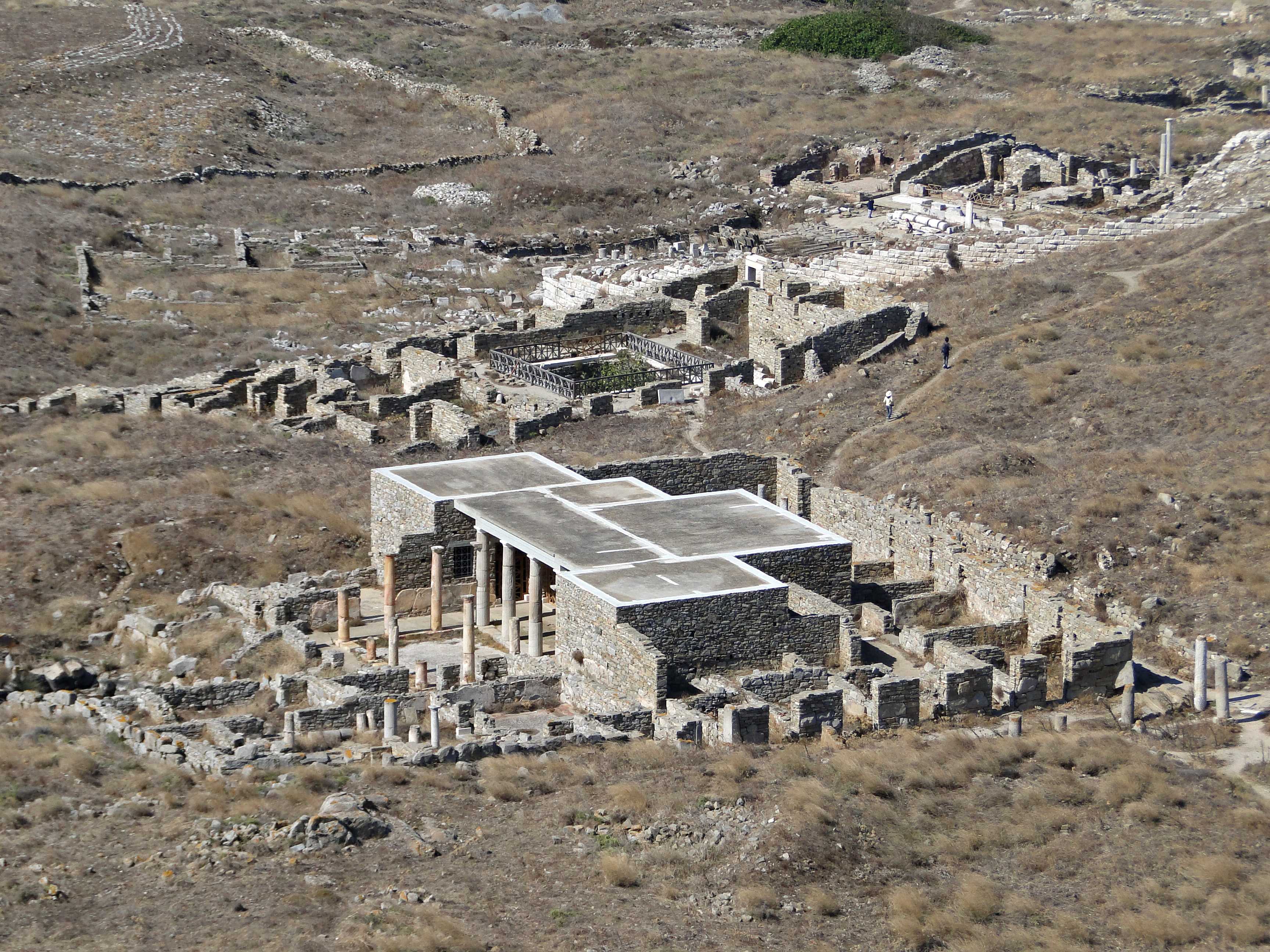
Дом Масок
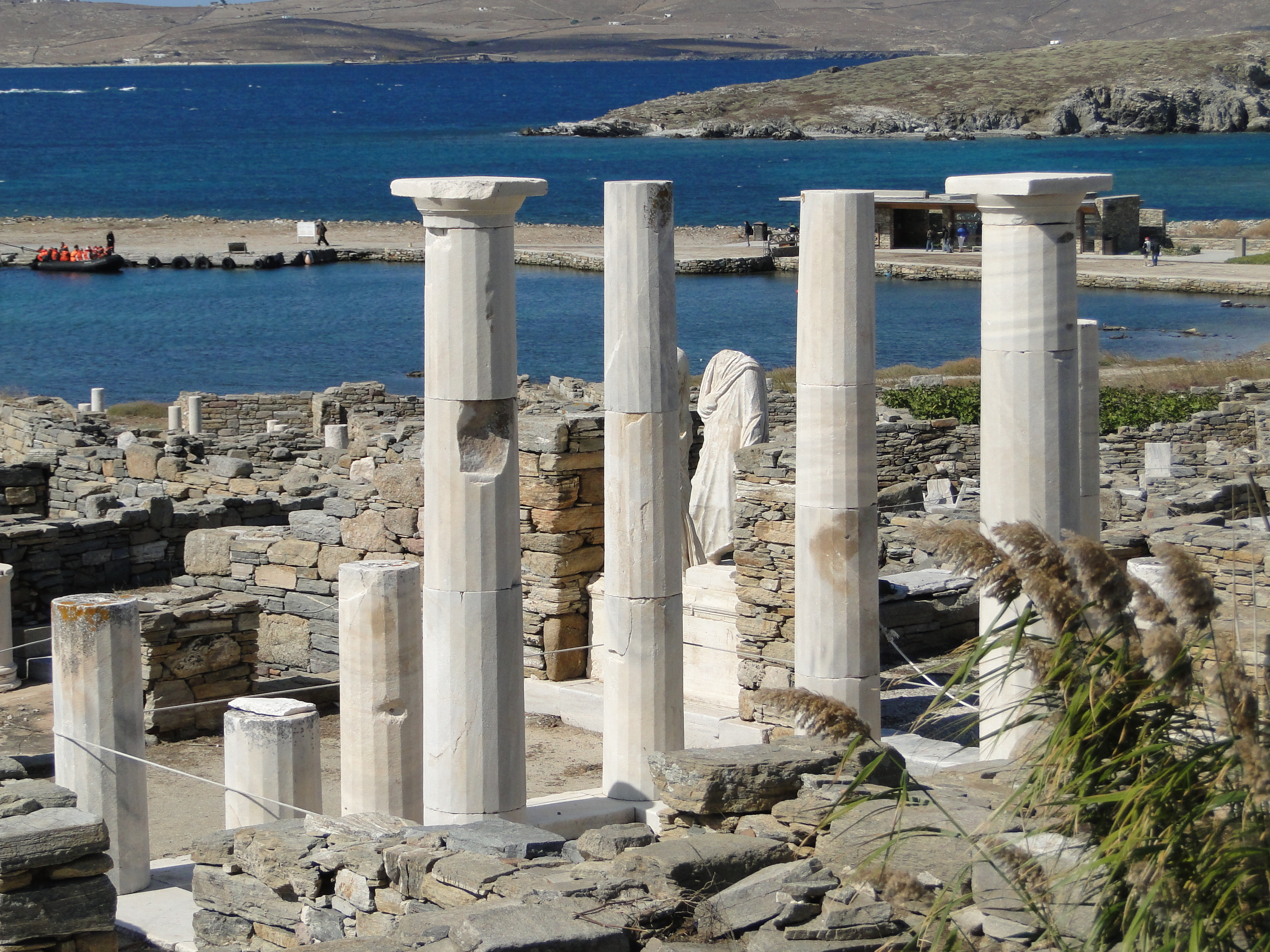
Дом Клеопатры
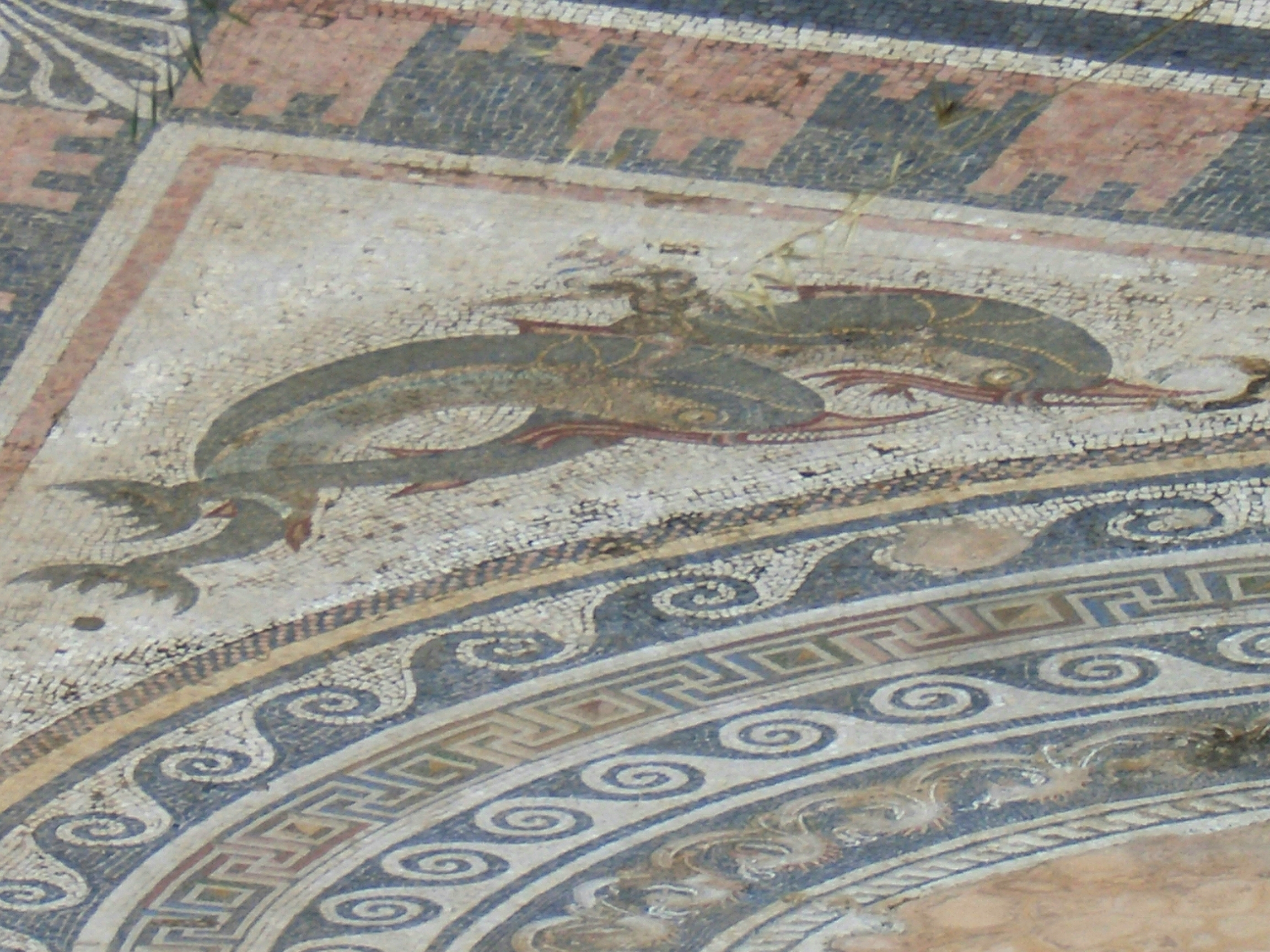
Мозаика на полу Дома дельфинов
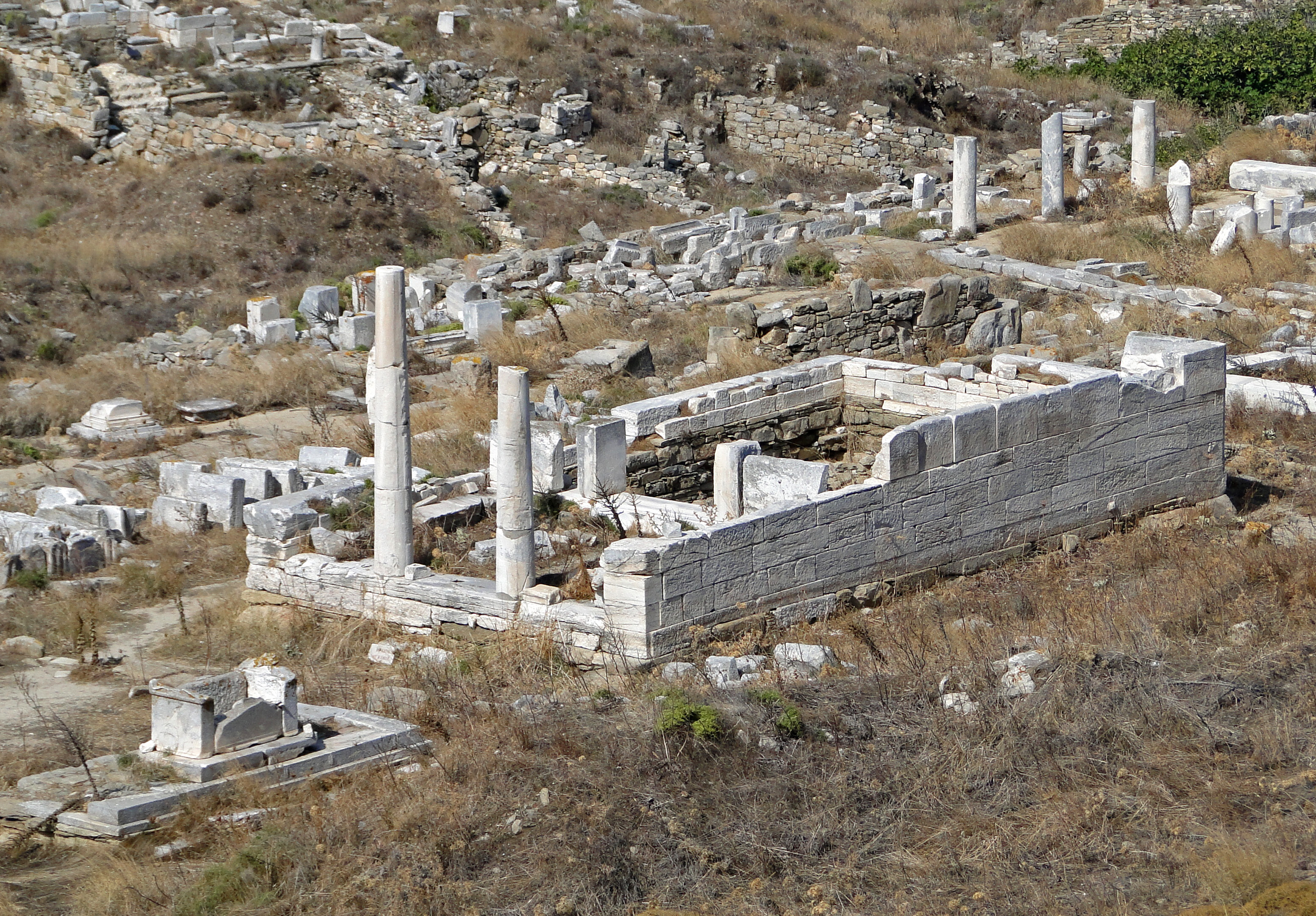
Храм богини Геры (Герайон)
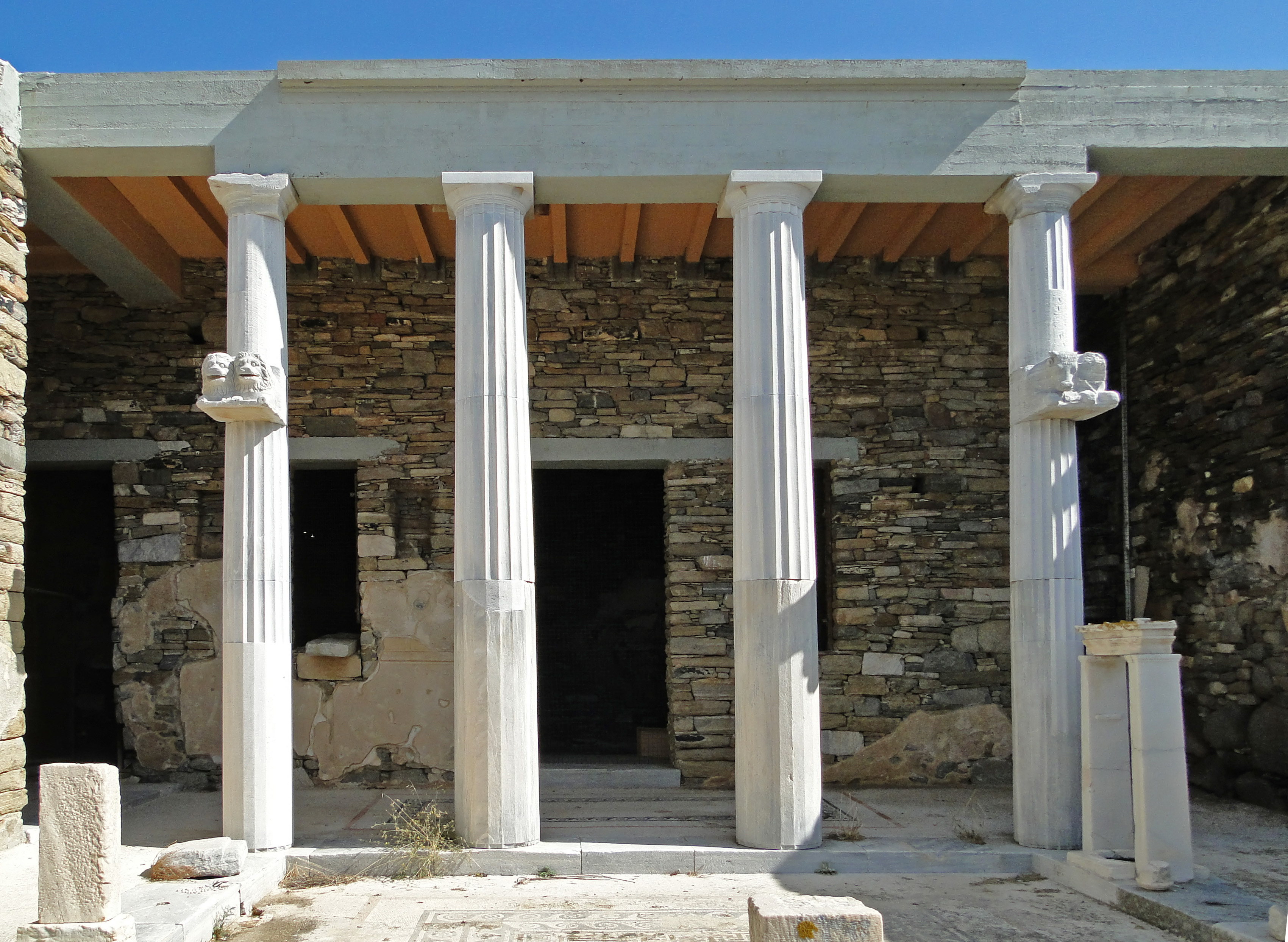
Дом трезубца
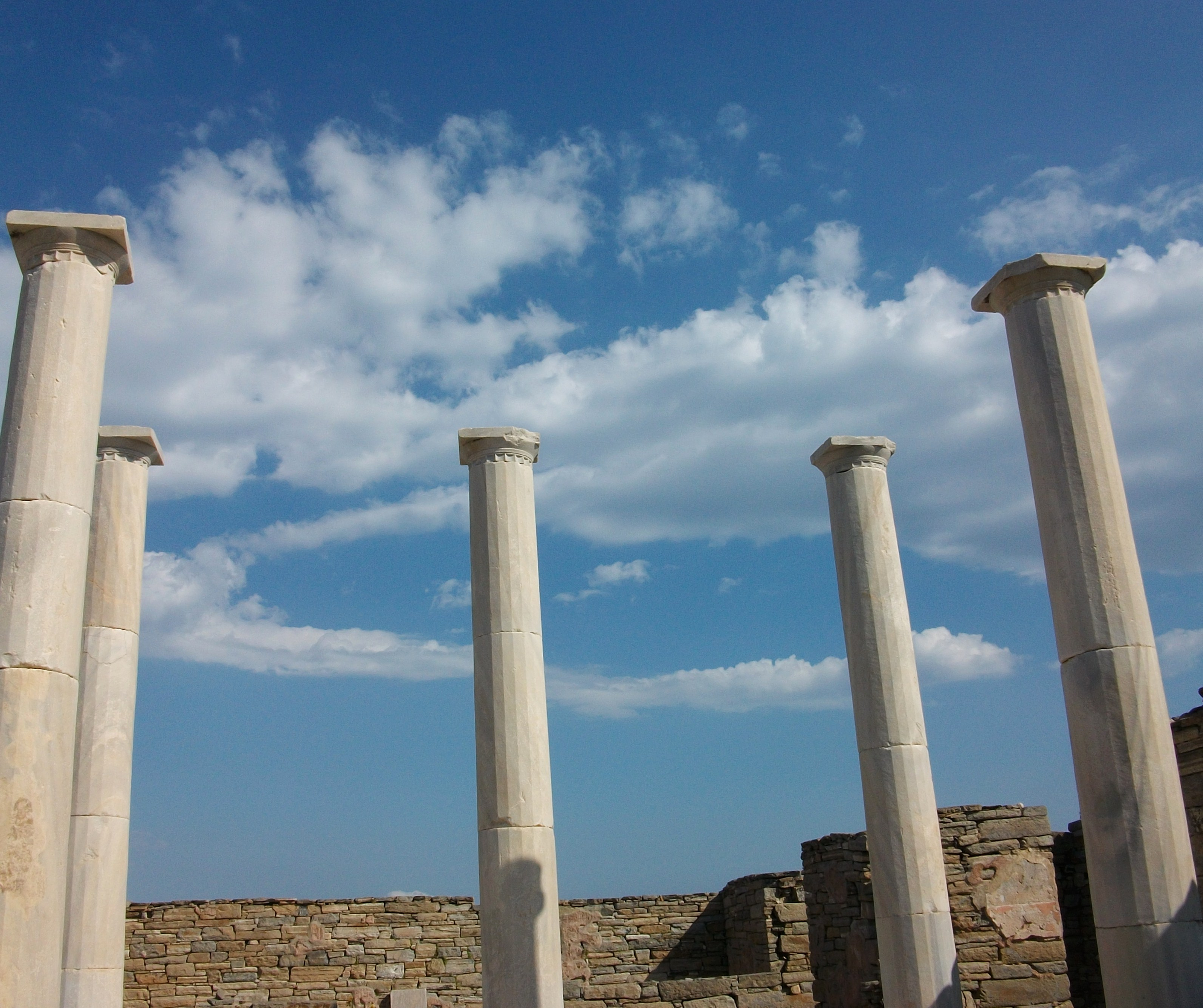
Дом Диониса
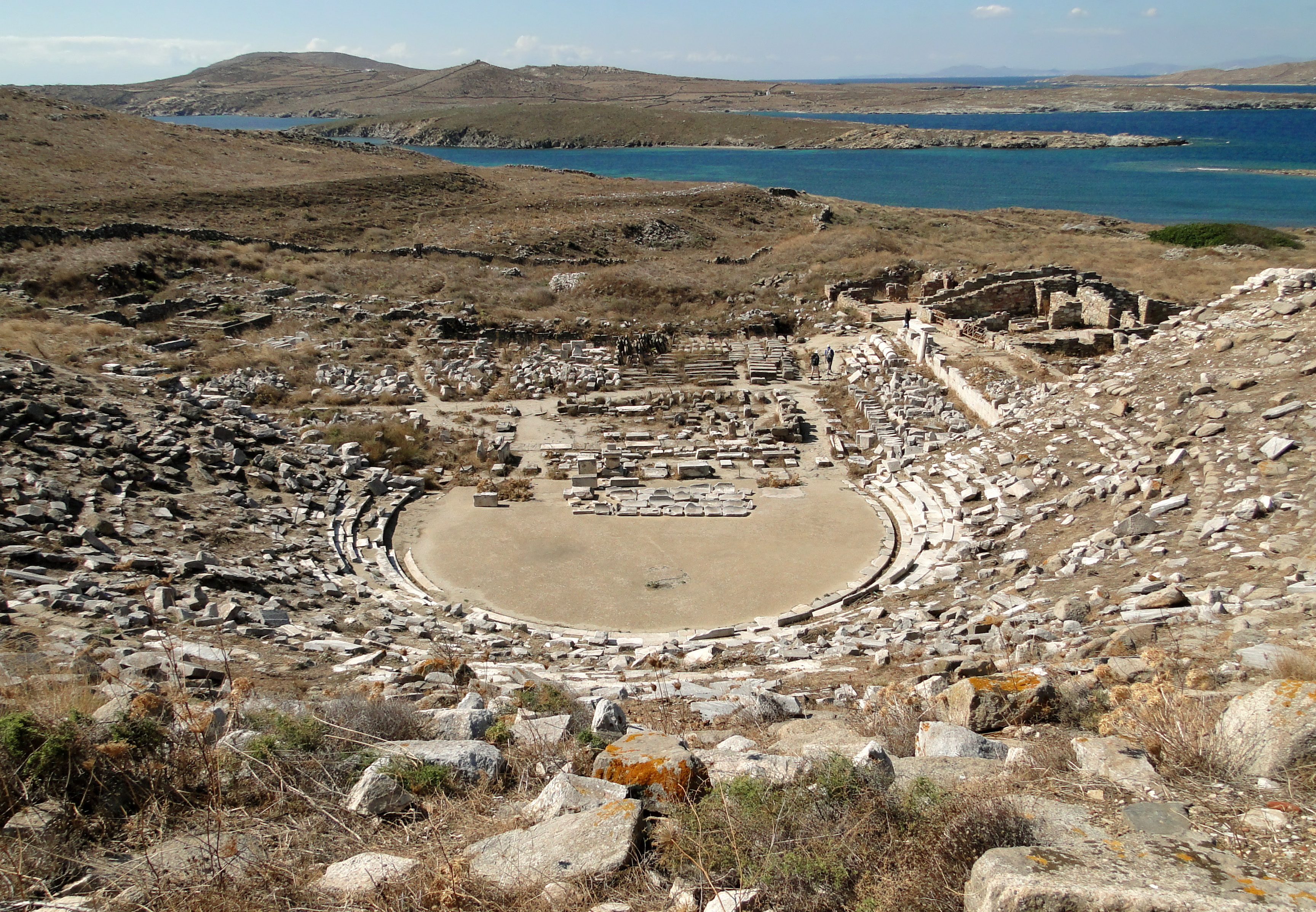
Руины древнего театра (III век до н. э.)
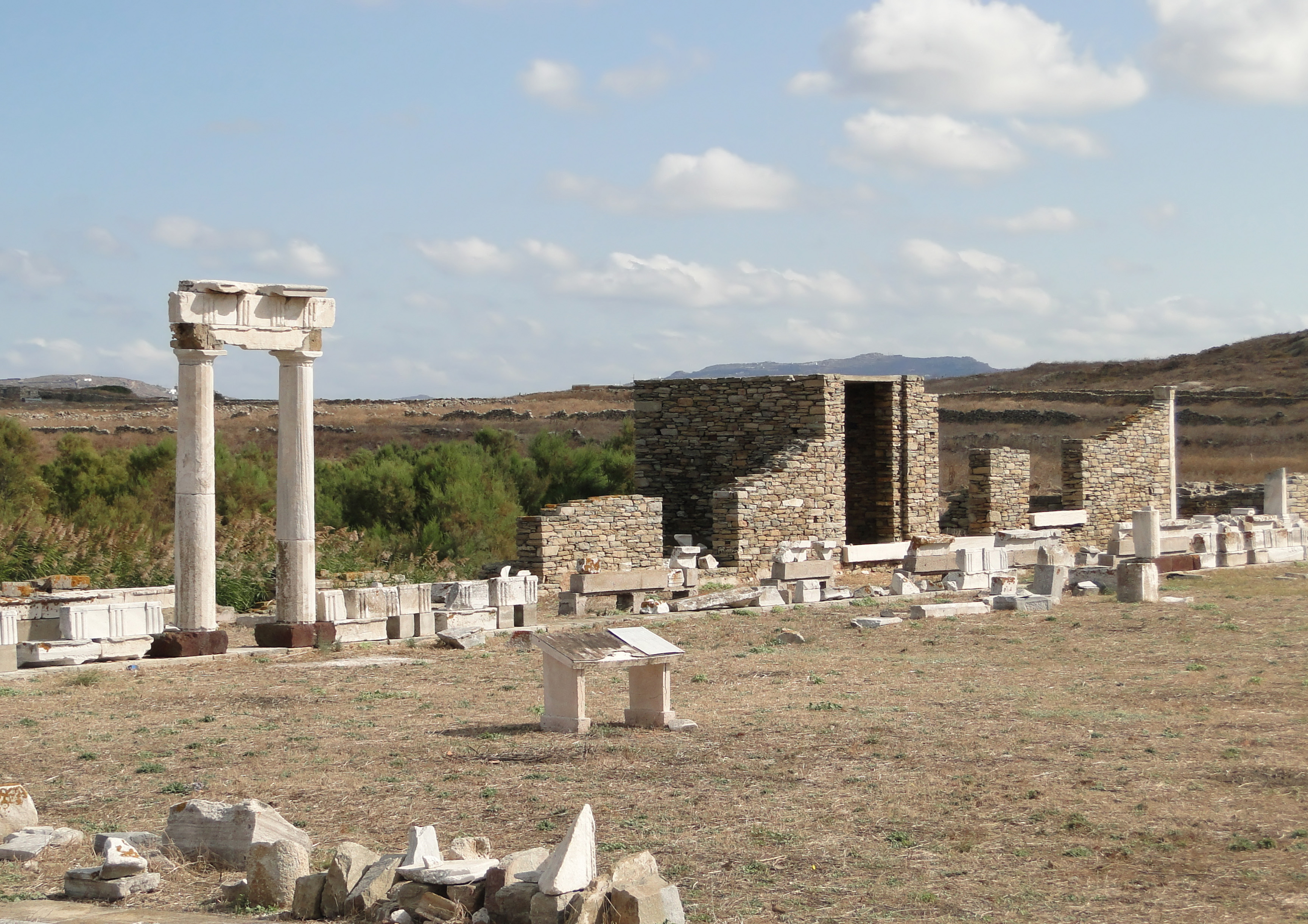
Агора италийцев (II—I век до н. э.)
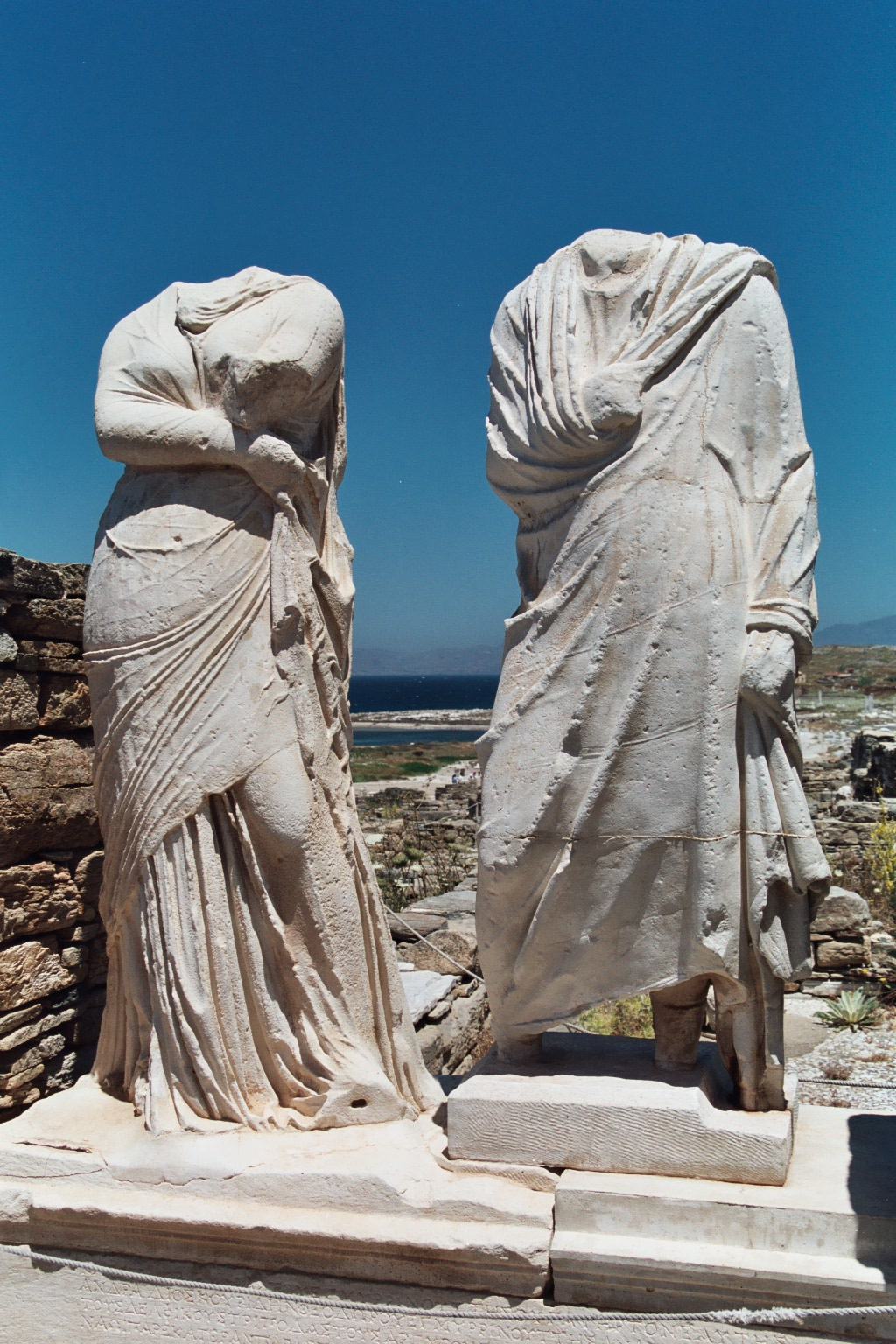
Статуи Клеопатры во дворе Дома Клеопатры
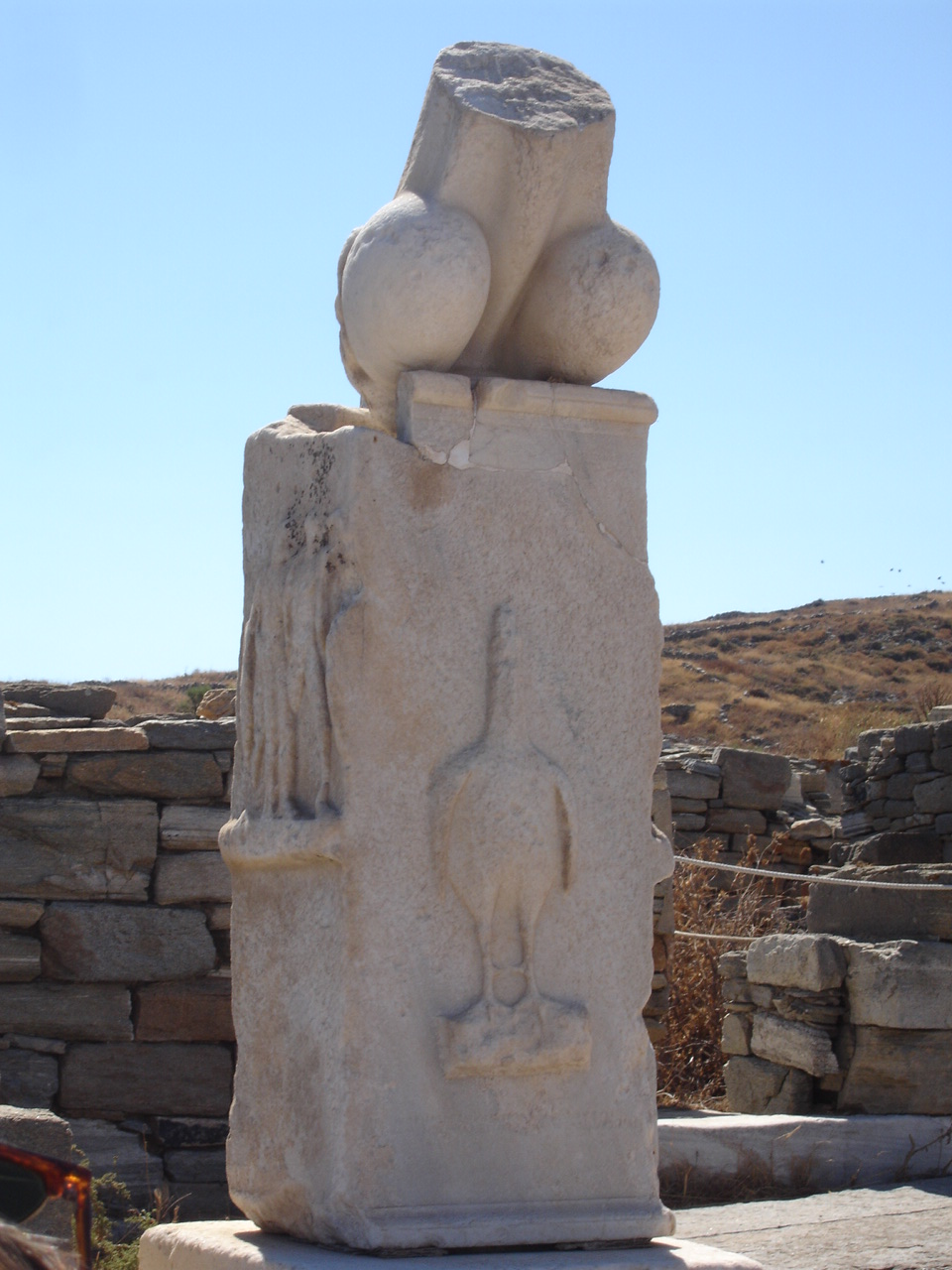
Фаллическая статуя Стойбадейон из Дома Диониса
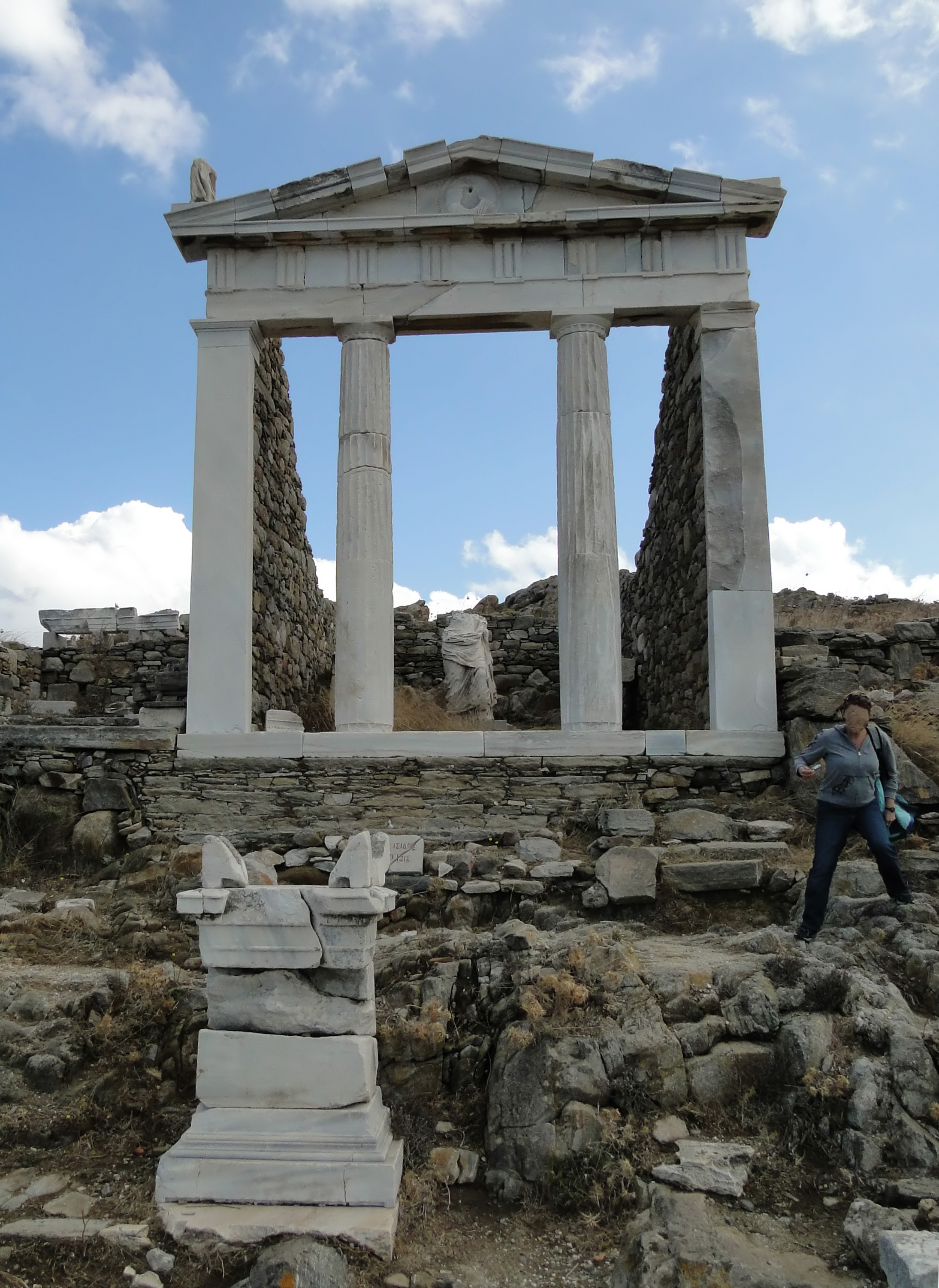
Храм Исиды (ок. 130 года до н. э.)
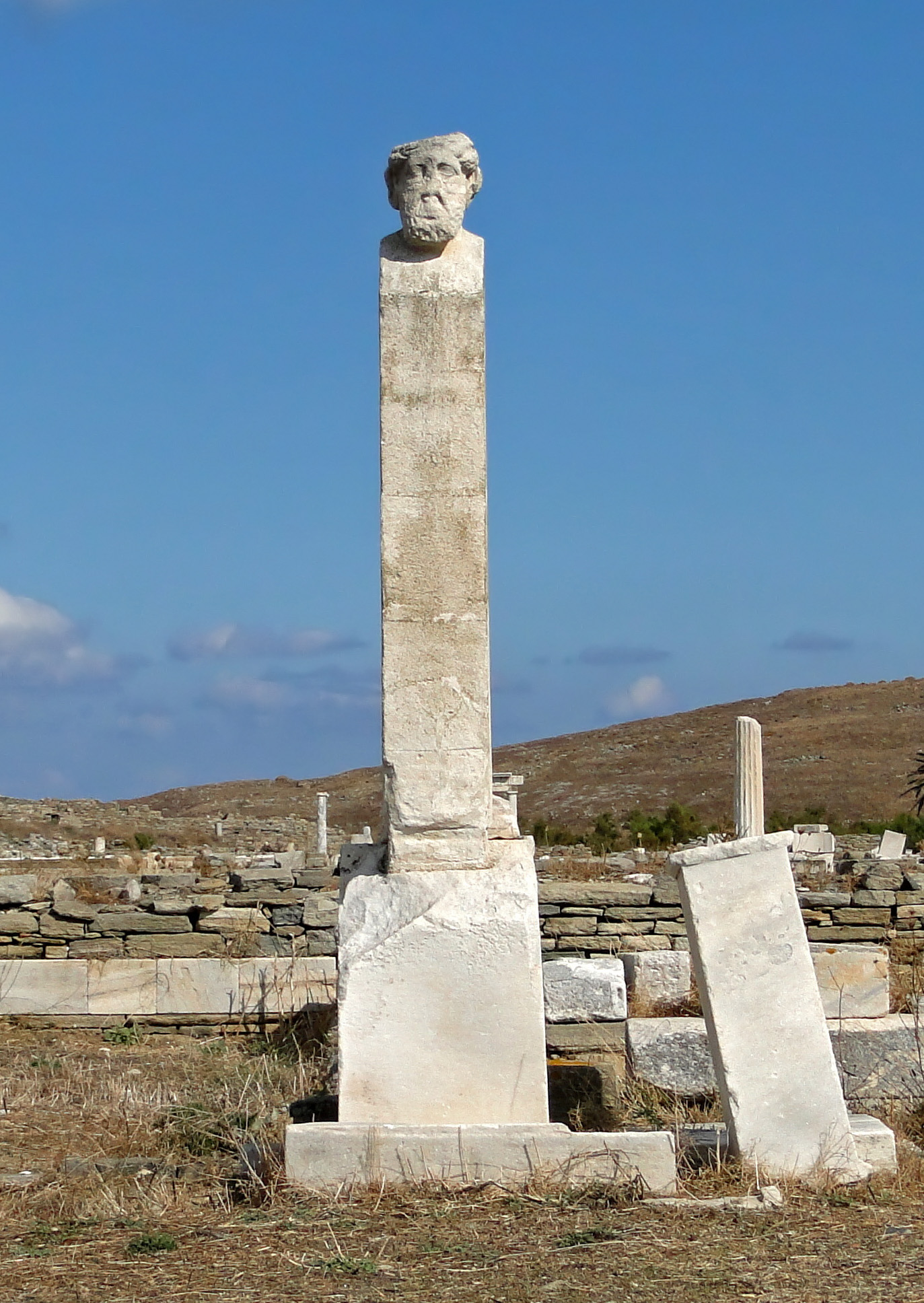
Бюст Гермеса